# Conexões http
HTTP (HyperText Transfer Protocol) é o protocolo de comunicação utilizado para transferir dados na World Wide Web. Ele define como mensagens são formatadas e transmitidas, e como servidores e navegadores devem responder a diferentes comandos.

## Tipos de conexão HTTP

### HTTP não persistente
O protocolo HTTP/1.0 (Hypertext Transfer Protocol versão 1.0), definido na RFC 1945, foi publicado em abril de 1996 e projetado para sistemas de informação hipermídia distribuídos e colaborativos. Seus principais autores foram Tim Berners-Lee, Roy Fielding e Henrik Frystyk Nielsen.
O HTTP/1.0 utiliza conexões não persistentes, nas quais:
- A conexão TCP é encerrada após a entrega de cada objeto;
- A conexão não persiste para requisições subsequentes;
- Os navegadores podem abrir várias conexões simultâneas (paralelismo);
- Esse modelo pode sobrecarregar servidores, exigindo mais buffers e recursos de gerenciamento;
- Apresenta maior tempo de resposta devido à necessidade de uma nova conexão para cada objeto.

### HTTP persistente
O uso de conexões persistentes permite a transferência de múltiplos objetos por meio da mesma conexão TCP. Esse modelo é utilizado por padrão a partir do HTTP/1.1.
- Permite reutilizar a conexão para várias requisições e respostas;
- Com paralelismo, é possível reduzir o tempo total de carregamento da página;
- Sem paralelismo, o servidor pode ficar ocioso entre as requisições, o que resulta em desperdício de recursos e aumento no tempo de resposta;
- Reduz a sobrecarga de conexões TCP adicionais.

## Evolução do protocolo HTTP

### HTTP/1.1

HTTP-1.1 vs. HTTP-2 vs. HTTP-3

Padronizado pela RFC 2616, o HTTP/1.1 introduziu melhorias significativas:
- Conexões persistentes como comportamento padrão, com suporte ao cabeçalho `Connection: keep-alive`;
- Controle de cache mais eficiente, com os cabeçalhos `Cache-Control`, `ETag` e `If-Modified-Since`;
- Transferência em blocos com `Transfer-Encoding: chunked`, permitindo o envio de respostas sem tamanho definido previamente;
- Novos métodos HTTP adicionados: `OPTIONS`, `PUT`, `DELETE`, `TRACE` e `CONNECT`.[3]

### HTTP/2
Definido pela RFC 7540, o HTTP/2 melhorou a eficiência do protocolo, especialmente em conexões de longa duração:
- Multiplexação de streams: permite múltiplas requisições e respostas simultâneas em uma única conexão TCP;
- Compressão de cabeçalhos com o algoritmo HPACK, reduzindo o overhead de metadados;
- Priorização de streams, possibilitando o controle da ordem e importância das respostas;
- Server push: o servidor pode enviar proativamente recursos ao cliente, antecipando suas necessidades.[4]

### HTTP/3
Formalizado pela RFC 9114, o HTTP/3 é a mais recente versão do protocolo e adota o QUIC como camada de transporte:
- Utiliza UDP como base, com criptografia embutida por padrão;
- Evita o problema de head-of-line blocking característico do TCP;
- Suporta conexões mais rápidas por meio do estabelecimento 0-RTT (zero round-trip time);
- Mantém a semântica do HTTP/2, mas com um mapeamento diferente para transporte.[5]